# Itch
Itch és una sèrie de televisió infantil d'acció i d'aventures australiana que es va estrenar a ABC iView el 31 de desembre de 2019 i ABC Me el 15 de gener de 2020. Les dues temporades de deu episodis es basen en els llibres escrits per Simon Mayo. Està dirigida per Renée Webster, Nicholas Verso i Tenika Smith. El programa es va renovar per a una segona sèrie l'octubre de 2020, que es va estrenar a ABC ME i ABC iview el 17 de setembre de 2021. S'ha doblat al català pel canal Super3.
La primera temporada es va gravar a Albany i a Perth entre febrer i abril 2019 i la segona, a les mateixes ciutats entre octubre i desembre 2020.